# Mount Bowser
Mount Bowser är ett berg i Antarktis. Det ligger i den centrala delen av kontinenten. Nya Zeeland gör anspråk på området. Toppen på Mount Bowser är 3 668 meter över havet.
Terrängen runt Mount Bowser är bergig åt nordost, men åt sydväst är den kuperad. Trakten är obefolkad. Det finns inga samhällen i närheten. 